# 積水增一
英仙座43，又名BD+50 860，HD 24546、SAO 24314、HR 1210，是英仙座的一颗恒星，视星等为5.28，位于銀經150.2，銀緯-2.1，其B1900.0坐标为赤經3h 49m 10.1s，赤緯+50° -2.1′ 21″。